# Harpalus rufipes
Harpalus rufipes (De Geer, 1774) è un insetto dell'ordine dei coleotteri e della famiglia dei carabidi. 

## Descrizione

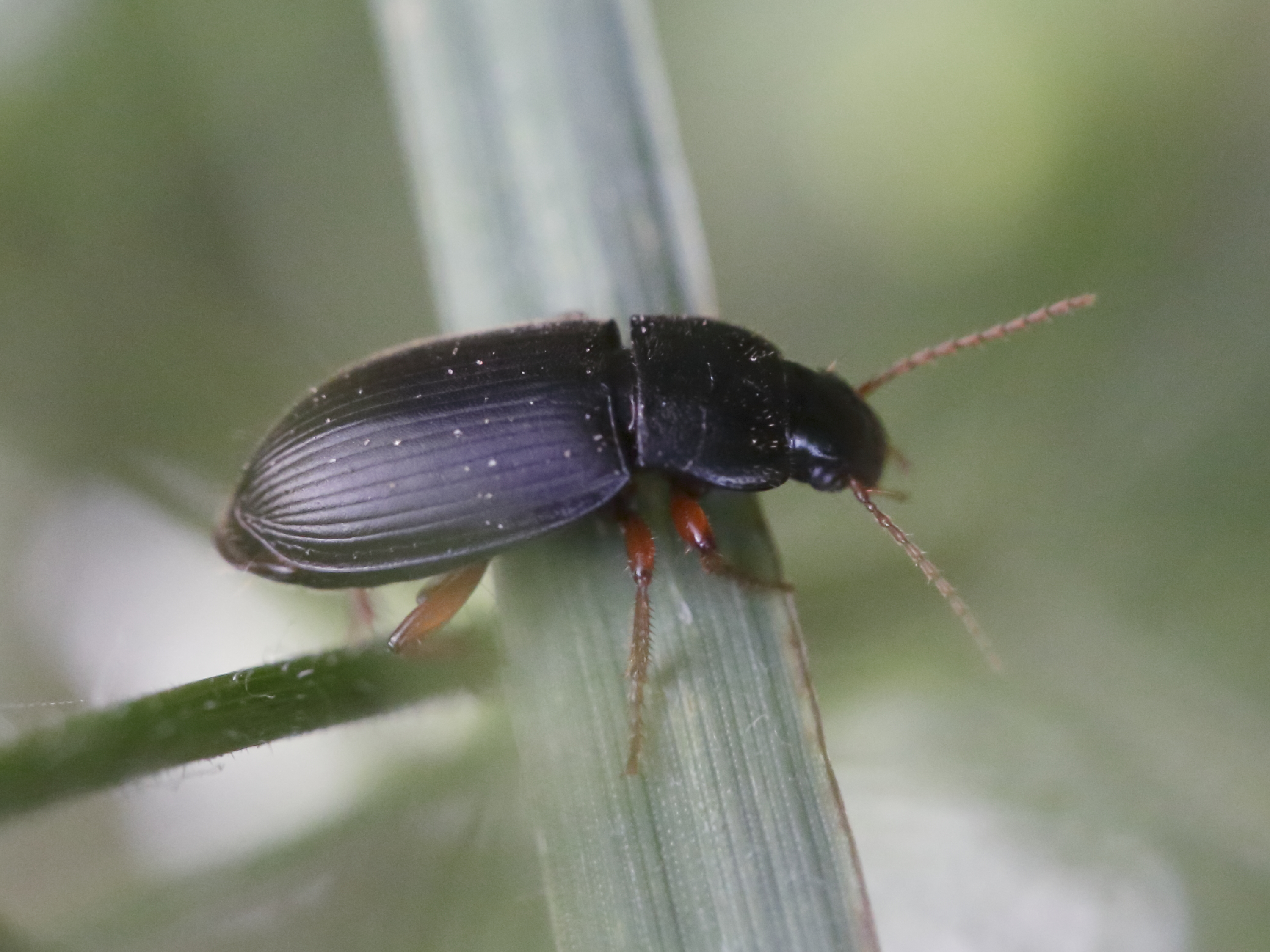
Esemplare fotografato a Flettmar (Müden, Germania)

L'adulto ha un corpo quasi completamente nero e lucido, fatta eccezione per gli arti e le antenne, rosso-marroni; le elitre sono percorse da nove linee ciascuna, ben visibili. Raggiungere gli 11-16 mm e, avendo ali completamente sviluppate, è in grado di volare.
La larva è giallo pallido, con capo e pronoto marrone chiaro, e può arrivare a misurare 24 mm.

## Biologia
Si nutre principalmente di fragole e lamponi, cereali, leguminose e barbabietole da zucchero, nonché di germogli e semi di altre piante da vivaio; specialmente in passato, era considerato infestante. Il danno è compensato dal fatto che, oltre alla dieta vegetale, è stato anche osservato un comportamento entomofago, principalmente ai danni di larve e adulti del genere Sitona, di dorifore delle patate e di bruchi di falena. 
L'adulto appare da fine maggio-inizio giugno ed è presente fino a ottobre, con un'eventuale diapausa nel periodo più caldo di agosto, ed è attivo di notte. Nella parte meridionale del suo areale si sviluppa con una generazione all'anno, in quella settentrionale con due, ibernandosi durante l'inverno; la deposizione delle uova avviene da inizio maggio fino luglio.

## Diffusione

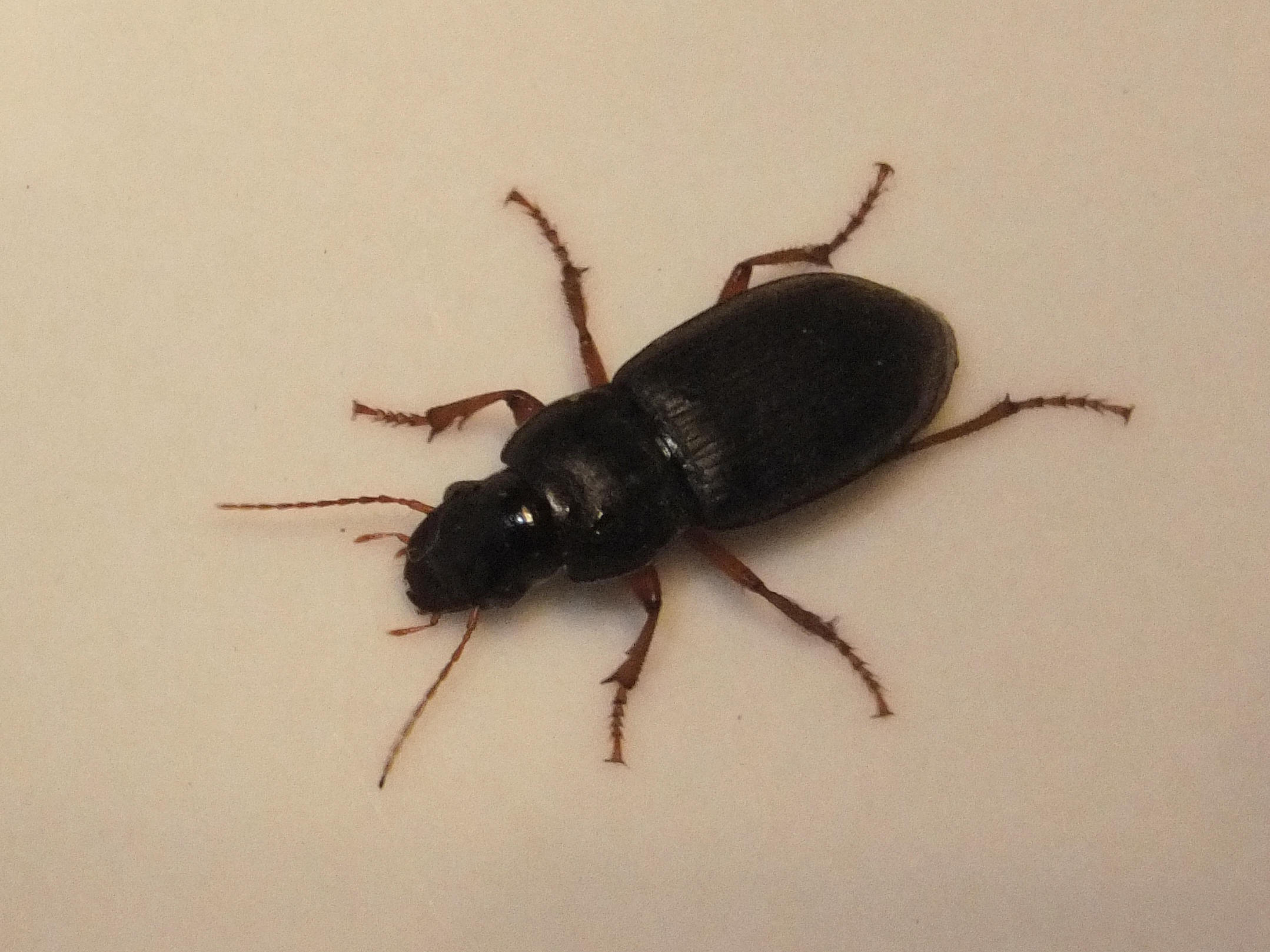
Esemplare fotografato a Piazzo (Segonzano, Italia)

È una specie mesofila, diffusa su tutto il territorio europeo, con l'eccezione di isole settentrionali come l'Islanda, le Svalbard e la Novaja Zemlja. È inoltre presente nelle Azzorre, in Africa settentrionale, Caucaso, Vicino Oriente, Asia centrale, Cina e Siberia meridionale. È stato inoltre introdotto in Nord America, dove è diffuso in Canada e Stati Uniti continentali.